# Hannocourt
Hannocourt – miejscowość i gmina we Francji, w regionie Grand Est, w departamencie Mozela.
Według danych na rok 1990 gminę zamieszkiwało 17 osób, a gęstość zaludnienia wynosiła 4 osób/km² (wśród 2335 gmin Lotaryngii Hannocourt plasuje się na 1026. miejscu pod względem liczby ludności, natomiast pod względem powierzchni na miejscu 1076.).